# Championnats du monde de lutte 1994
Les Championnats du monde de lutte 1994 se sont tenus du 6 au 7 août 1994 à Sofia en Bulgarie pour la lutte féminine, du 25 au 28 août 1994 à Istanbul en Turquie pour la lutte libre et du 8 au 11 septembre 1994 à Tampere en Finlande pour la lutte gréco-romaine. 

## Hommes

### Lutte libre
| Épreuves | Or                      | Argent                     | Bronze                     |
| -------- | ----------------------- | -------------------------- | -------------------------- |
| 48 kg    | Alexis Vila (CUB)       | Jung Soon-won (KOR)        | Peter Yumshanov (RUS)      |
| 52 kg    | Valentin Yordanov (BUL) | Namig Abdullayev (AZE)     | Gholamreza Mohammadi (IRN) |
| 57 kg    | Alejandro Puerto (CUB)  | Mohammad Talaei (IRN)      | Bagavdin Umakhanov (RUS)   |
| 62 kg    | Magomed Azizov (RUS)    | Sergey Smal (BLR)          | Giovanni Schillaci (ITA)   |
| 68 kg    | Alexander Leipold (GER) | Jesús Rodríguez (CUB)      | Kenyebek Omuraliev (KGZ)   |
| 74 kg    | Turan Ceylan (TUR)      | Victor Peicov (MDA)        | Behrouz Yari (IRN)         |
| 82 kg    | Lukman Zhabrailov (MDA) | Sabahattin Öztürk (TUR)    | Hans Gstöttner (GER)       |
| 90 kg    | Rasoul Khadem (IRN)     | Makharbek Khadartsev (RUS) | Melvin Douglas (USA)       |
| 100 kg   | Arawat Sabejew (GER)    | Davud Magomedov (AZE)      | David Musulbes (RUS)       |
| 130 kg   | Mahmut Demir (TUR)      | Bruce Baumgartner (USA)    | Aleksey Medvedev (BLR)     |

### Lutte gréco-romaine
| Épreuves | Or                          | Argent                    | Bronze                     |
| -------- | --------------------------- | ------------------------- | -------------------------- |
| 48 kg    | Wilber Sánchez (CUB)        | Aleksandr Pavlov (BLR)    | Gela Papashvili (GEO)      |
| 52 kg    | Alfred Ter-Mkrtychyan (GER) | Natig Eyvazov (AZE)       | Andriy Kalashnykov (UKR)   |
| 57 kg    | Yuriy Melnichenko (KAZ)     | Aleksandr Ignatenko (RUS) | Dennis Hall (USA)          |
| 62 kg    | Sergey Martynov (RUS)       | Ivan Radnev (BUL)         | Włodzimierz Zawadzki (POL) |
| 68 kg    | Islam Dugushiev (RUS)       | Ghani Yalouz (FRA)        | Biser Georgiev (BUL)       |
| 74 kg    | Mnatsakan Iskandaryan (RUS) | Józef Tracz (POL)         | Torbjörn Kornbakk (SWE)    |
| 82 kg    | Thomas Zander (GER)         | Tuomo Karila (FIN)        | Valery Tsilent (BLR)       |
| 90 kg    | Gogi Koguashvili (RUS)      | Vyacheslav Oliynyk (UKR)  | Maik Bullmann (GER)        |
| 100 kg   | Andrzej Wroński (POL)       | Bakur Gogitidze (GEO)     | Georgiy Saldadze (UKR)     |
| 130 kg   | Aleksandr Karelin (RUS)     | Héctor Milián (CUB)       | Petro Kotok (UKR)          |

## Femmes
| Épreuves | Or                        | Argent                      | Bronze                 |
| -------- | ------------------------- | --------------------------- | ---------------------- |
| 44 kg    | Shoko Yoshimura (JPN)     | Tatiana Karamtshakova (RUS) | Dana Durecová (CZE)    |
| 47 kg    | Miho Kamibayashi (JPN)    | Margaret LeGates (USA)      | Hélène Escaich (FRA)   |
| 50 kg    | Miyu Yamamoto (JPN)       | Anna Gomis (FRA)            | Elena Egochina (RUS)   |
| 53 kg    | Akemi Kawasaki (JPN)      | Shannon Williams (USA)      | Sophie Pluquet (FRA)   |
| 57 kg    | Line Johansen (NOR)       | Zohya Dahmani (FRA)         | Sara Eriksson (SWE)    |
| 61 kg    | Nikola Hartmann (AUT)     | Isabelle Dourthe (FRA)      | Natalia Ivanova (RUS)  |
| 65 kg    | Yayoi Urano (JPN)         | Doris Blind (FRA)           | Maria Kremskaya (UKR)  |
| 70 kg    | Christine Nordhagen (CAN) | Elmira Kurbanova (RUS)      | Mikiko Miyazaki (JPN)  |
| 75 kg    | Mitsuko Funakoshi (JPN)   | Evgenia Osipenko (RUS)      | Elisaveta Toleva (BUL) |